# Олександр де Маранш
Олександр де Маранш (фр. Alexandre de Marenches) (7 червня 1921 , XVI округ Парижа, Франція  — 2 червня 1995 , Монако ) — французький військовий офіцер, директор французької зовнішньої розвідки SDECE (6 листопада 1970 — 12 червня 1981
), спеціальний радник президента США Рональда Рейгана та член Академії Марокко.

## Родина
Він був сином капітана Шарля-Констана-Марі де Маранша, французького аристократа з дуже давньої лицарської родини норманського походження, ад'ютанта маршала Фердинанда Фоша та разом з Альдебером де Шамбруном представником маршала Філіпа Петена до генерала Джона Дж. Першинга.
Його мати, Маргарет Кларк Лестрейд (7 травня 1881 р. Нью-Йорк — 3 травня 1968 р. Париж) була громадянкою США далекого французького походження.

## Початок кар'єри
У молодості Маранш зустрічався з багатьма лідерами союзників Першої світової війни, такими як маршал Фош і генерал Першинг.
В 1939 році, граф де Маранш, вступив до кавалерії, а саме у розвідку.
Він ледве уникнув арешту гестапо в 1942 році, перетнувши пішки Піренеї прямуючи до Алжиру.
Там він приєднався до французького опору та відіграв видатну роль в Італійській кампанії.
Поранений у битві під Монте-Кассіно, став ад'ютантом генерала Альфонса Жюена, командувача французькими військами в Італії (1943 — липень 1944).
Там Маранш допомагав координувати збройні сили США, французький експедиційний корпус і зрештою успішне просування союзників до Риму.
Після війни він зайнявся промисловістю, але залишився в армійському резерві та зрештою досяг звання полковника.
В 1962 році він подав у відставку на знак протесту проти політики президента Шарля де Голля в Алжирі.

## Призначення Помпіду
Зрештою президент Франції Жорж Помпіду обрав його очолити французьку розвідку в основному через те, що Маренш вважався незалежним і чесним. Цьому сприяла важлива послуга, яку де Маранш надав новому президенту — припинення наклепів про зв'язки дружини Помпіду з Аленом Делоном, які поширювали деякі співробітники .
Деякі агенти скористалися можливістю очорнити Помпіду, щоб помститися, вживши дуже рішучих заходів проти деяких своїх колег, причетних до викрадення Бена Барки, лідера марокканської опозиції в 1965 році.
Маранша було залучено, за для врегулювання.
Той факт, що Маренш був близький до колишнього соратника де Голля, Альфонса Жуїна, також міг зіграти свою роль у початковому виборі.
У 1970 році він був призначений головою SDECE, попередника нинішнього DGSE.
Він свідомо виконував доручення Помпіду навести порядок на службі і був байдужим до будь-яких протестів на його дії.
Природжений активіст, він почав подорожувати та зустрічатися з урядами інших країн, щоб відстоювати інтереси Франції в різних частинах світу.

## SDECE
На чолі SDECE де Маранш набув серйозної політичної ваги.
Розвідувальна спецслужба перетворилася на інститут, який багато в чому визначав зовнішню політику Франції.
Погляди де Маранша надавали операціям SDECE виразно антикомуністичного та антирадянського характеру (безвідносно до офіційного курсу французької дипломатії 1970-х років).

Граф Олександр де Маранш, учасник Опору в роки Другої світової війни, діяв пліч-о-пліч з комуністами. У роки «холодної війни» де Маранш став їх затятим противником, патологічним ворогом комунізму та Радянського Союзу. У «Радянській імперії» (на той час будь-яка інша назва СРСР у SDECE було заборонено) де Маранш бачив єдиного «стратегічного» ворога вільного світу. Радянський марксизм уявлявся йому справжньою небезпекою, аналогом варварства, як у вчорашніх гітлерівців.

З професійної точки зору французька розвідка належала до найефективніших у світі.
SDECE завчасно отримала інформацію про швидкий початок Війни Судного дня та радянського вторгнення до Афганістану.
Найбільших результатів французька розвідка досягала на Близькому Сході та в Африці.
На африканських напрямках де Маранш активно співпрацював з португальським PIDE і персонально з Барб'єрі Кардозу
.
.
Як управлінець де Маранш відрізнявся жорсткістю та рішучістю.
Ліві критики звинувачували де Маранша в тому, що він ідеологізував державну спецслужбу, перетворив розвідку на оперативний інструмент вкрай правих сил
..
У 1974 році, після смерті президента Помпіду, Олександр де Маранш виявився єдиною людиною, яка мала доступ до особистого сейфа покійного.
Цей факт гідно оцінив новий глава держави Валері Жискар д'Естен.
Де Маранш залишився на своїй посаді і став президентським радником.
Проте між ними часто виникали серйозні розбіжності: де Маранша обурювала пасивність Жискар д'Естена щодо комуністичної загрози, неготовність до запропонованих дій.
Зокрема, SDECE пропонувала активно втрутитися в політичні процеси, що розвивалися в колишніх португальських колоніях, перешкодити приходу до влади марксистських партій в Анголі та Мозамбіку.
Відмова Жискар д'Естена від цих проектів погіршила ставлення спецслужб до президента.
Де Маранш також був проти здійсненого Жискар д'Естеном звільнення куратора африканської політики Жака Фоккара — знавця таємної дипломатії та розвідки, активного антикомуніста.

## Сафарі-клуб
Де Маранш здійснював розвідку на трьох основних напрямках: СРСР, Близький Схід, Африка.
У Радянському Союзі використовували глибоко законспіровані агенти.
В арабських країнах зв'язки встановлювалися зазвичай через військову комерцію.
В Африці де Маранш активно взаємодіяв із Жаком Фоккаром, використовуючи створену ним оперативну мережу.
В 1976 році Олександр де Маранш ініціював створення Сафарі-клуб — антикомуністичного союзу французької, марокканської, єгипетської, саудівської та іранської розвідок
.
У підборі партнерів позначилися близькосхідні пріоритети SDECE.
Через свої американські зв'язки де Маранш налагодив системну взаємодію з ЦРУ, навіть попри негативне ставлення президента Картера до операцій Клубу.
Організація відіграла важливу роль в африканських воєнних конфліктах.
Вдалося захистити прозахідний заїрський режим Мобуту під час вторгнення лівих бунтівників з Анголи навесні 1977 року.
Допомога Сіаду Барре в ефіопо-сомалійській війні дозволила відірвати Сомалі від «соціалістичного табору».
«Клуб Сафарі» на всіх етапах процесу грав важливу роль в укладанні мирного договору між Єгиптом та Ізраїлем.
Остаточна антирадянська переорієнтація Єгипту, створення фактичного альянсу між президентом Садатом і прем'єр-міністром Бегіном серйозно змінили на користь Заходу світовий геополітичний розклад.

## Розбіжності з французьким урядом
Після початку війни в Афганістані де Маранш розробив концепцію Mosquito — локальних, але постійних та активних ударів по військово-політичній інфраструктурі СРСР.
Оперативний підхід графа однозначно передбачав гру без правил, аж до цілеспрямованого поширення гашишу серед особового складу ОКРВ
.
Пропозиція була відхилена Жискаром д'Естеном.
У 1981 році перемогу на президентських виборах здобув соціаліст Франсуа Міттеран.
У новому уряді П'єра Моруа здобули посади представники компартії.
У таких умовах держслужба стала неприйнятною для Олександра де Маранша.
Крім того, він не схвалював конкретні плани Міттерана щодо реорганізації спецслужб.
Де Маранш подав у відставку з посади директора SDECE.

## Радник Рейгана. Мемуари та передбачення
З 1981 року Олександр де Маранш був спеціальним політичним радником президента США Рональда Рейгана.
Низка його концепцій та проектів, багато напрацювань «Клубу Сафарі» було використано у Доктрині Рейгана.
Насамперед це стосувалося допомоги антикомуністичним повстанцям — організаційному сприянню та військовому постачанню ангольської УНІТА, афганських моджахедів, нікарагуанських контрас.
У співавторстві з бельгійським журналістом Крістіном Окрентом де Маранш написав книгу «Dans le secret des princes» — Секрети принців (англійською мовою вийшла під назвою «The Evil Empire: Third World War Continues» — «Імперія зла: Третя світова війна триває»).
Він, зокрема, покладав на адміністрацію Картера провину за падіння шаха Пехлеві — США відмовили іранському лідеру у підтримці за порушення прав людини.
Наступна робота де Маранша, написана у співавторстві з Девідом Анделманом, називалася The Fourth World War: «Diplomacy and Espionage in the Age of Terrorism» — «Четверта світова війна: Дипломатія та шпигунство в епоху тероризму».
Ця книга, що передбачила інституціоналізацію терору, привернула великий інтерес після подій 9/11.